# Campionat Manomanista de 2008
L'edició del 2008 del Campionat Manomanista de pilota basca tingué aquests resultats:

## Pilotaris
Cada empresa porta 10 pilotaris. En negreta els caps de grup:
| - Pilotaris d'Asegarce: - Agirre - Begino - Beloki - Bengoetxea VI - Koka - Leiza - Olaizola I - Olaizola II (Grup 1) - Patxi Ruiz - Peñagarikano |  | - Pilotaris d'Aspe: - Barriola (Grup 4) - Eugi (Grup 2) - Eulate - González (Grup 3) - Laskurain - Martinez de Irujo - Pascual - Urberuaga - Xala - Zubieta |

## Fase prèvia

### 32ns de final
| Data     | Lloc               | Grup | Roig    | Blau      | Resultat |
| -------- | ------------------ | ---- | ------- | --------- | -------- |
| 04/04/08 | Zeanuri            | 1    | Eulate  | Zubieta   | 22-18    |
| 05/04/08 | Amorebieta         | 3    | Agirre  | Urberuaga | 22-11    |
| 06/04/08 | Astelena d'Eibar   | 2    | Xala    | Laskurain | Renúncia |
| 07/04/08 | Beotibar de Tolosa | 4    | Pascual | Begino    | 07-22    |

### 16ns de final
| Data     | Lloc               | Grup | Roig         | Blau   | Resultat |
| -------- | ------------------ | ---- | ------------ | ------ | -------- |
| 11/04/08 | Ortuella           | 1    | Leiza        | Eulate | 22-09    |
| 12/04/08 | Labrit de Pamplona | 2    | Olaizola I   | Xala   | 22-13    |
| 12/04/08 | "                  | 4    | Koka         | Begino | 08-22    |
| 13/04/08 | Astelena d'Eibar   | 3    | Peñagarikano | Agirre | 22-12    |

### 8ns de final
| Data     | Lloc                      | Grup | Roig         | Blau              | Resultat |
| -------- | ------------------------- | ---- | ------------ | ----------------- | -------- |
| 18/04/08 | Atano II de Sant Sebastià | 3    | Peñagarikano | Martinez de Irujo | 12-22    |
| 19/04/08 | Labrit de Pamplona        | 4    | Patxi Ruiz   | Begino            | 22-11    |
| 20/04/08 | Astelena d'Eibar          | 1    | Leiza        | Bengoetxea VI     | 18-22    |
| 21/04/08 | Beotibar de Tolosa        | 2    | Beloki       | Olaizola I        | 06-22    |

## Fase final del 2008
|  | Quarts de final                        | Quarts de final                        |                                        |          | Semifinals  | Semifinals  |  |  | Final | Final |
|  |                                        |                                        |                                        |          |             |             |  |  |       |       |
|  | Labrit de Pamplona, 03 de maig         |                                        |                                        |          |             |             |  |  |       |       |
|  |                                        |                                        |                                        |          |             |             |  |  |       |       |
|  | Eugi                                   | 09                                     |                                        |          |             |             |  |  |       |       |
|  | Eugi                                   | 09                                     | Labrit de Pamplona, 17 de maig         |          |             |             |  |  |       |       |
|  | Olaizola I                             | 22                                     |                                        |          |             |             |  |  |       |       |
|  | Olaizola I                             | 22                                     | Olaizola I                             | 16       |             |             |  |  |       |       |
|  | Astelena d'Eibar, 04 de maig           |                                        | Olaizola I                             | 16       |             |             |  |  |       |       |
|  |                                        | Bengoetxea VI                          | 22                                     |          |             |             |  |  |       |       |
|  | Olaizola II                            | Bengoetxea VI                          | 22                                     | 12       |             |             |  |  |       |       |
|  | Olaizola II                            |                                        | Atano III de Sant Sebastià, 15 de juny | 12       |             |             |  |  |       |       |
|  | Bengoetxea VI                          | 22                                     |                                        |          |             |             |  |  |       |       |
|  | Bengoetxea VI                          | 22                                     | Bengoetxea VI                          | 22       |             |             |  |  |       |       |
|  | Atano III de Sant Sebastià, 10 de maig |                                        | Bengoetxea VI                          | 22       |             |             |  |  |       |       |
|  |                                        | Barriola                               | 11                                     |          |             |             |  |  |       |       |
|  | Gonzalez                               | Barriola                               | 11                                     | 22       |             |             |  |  |       |       |
|  | Gonzalez                               | Atano III de Sant Sebastià, 01 de juny |                                        | 22       |             |             |  |  |       |       |
|  | Martinez de Irujo                      | 20                                     |                                        |          |             |             |  |  |       |       |
|  | Martinez de Irujo                      | 20                                     | Gonzalez                               | 08       | Tercer lloc | Tercer lloc |  |  |       |       |
|  | Astelena d'Eibar, 11 de maig           |                                        | Gonzalez                               | 08       | Tercer lloc | Tercer lloc |  |  |       |       |
|  |                                        | Barriola                               | 22                                     |          |             |             |  |  |       |       |
|  | Barriola                               | Barriola                               | 22                                     | 22       | Olaizola I  |             |  |  |       |       |
|  | Barriola                               |                                        |                                        | 22       | Olaizola I  |             |  |  |       |       |
|  | Patxi Ruiz                             | 06                                     |                                        | Gonzalez | (renúncia)  |             |  |  |       |       |
|  | Patxi Ruiz                             | 06                                     |                                        |          | (renúncia)  |             |  |  |       |       |
|  |                                        |                                        |                                        |          |             |             |  |  |       |       |
|  |                                        |                                        |                                        |          |             |             |  |  |       |       |